# Walter Bornheim

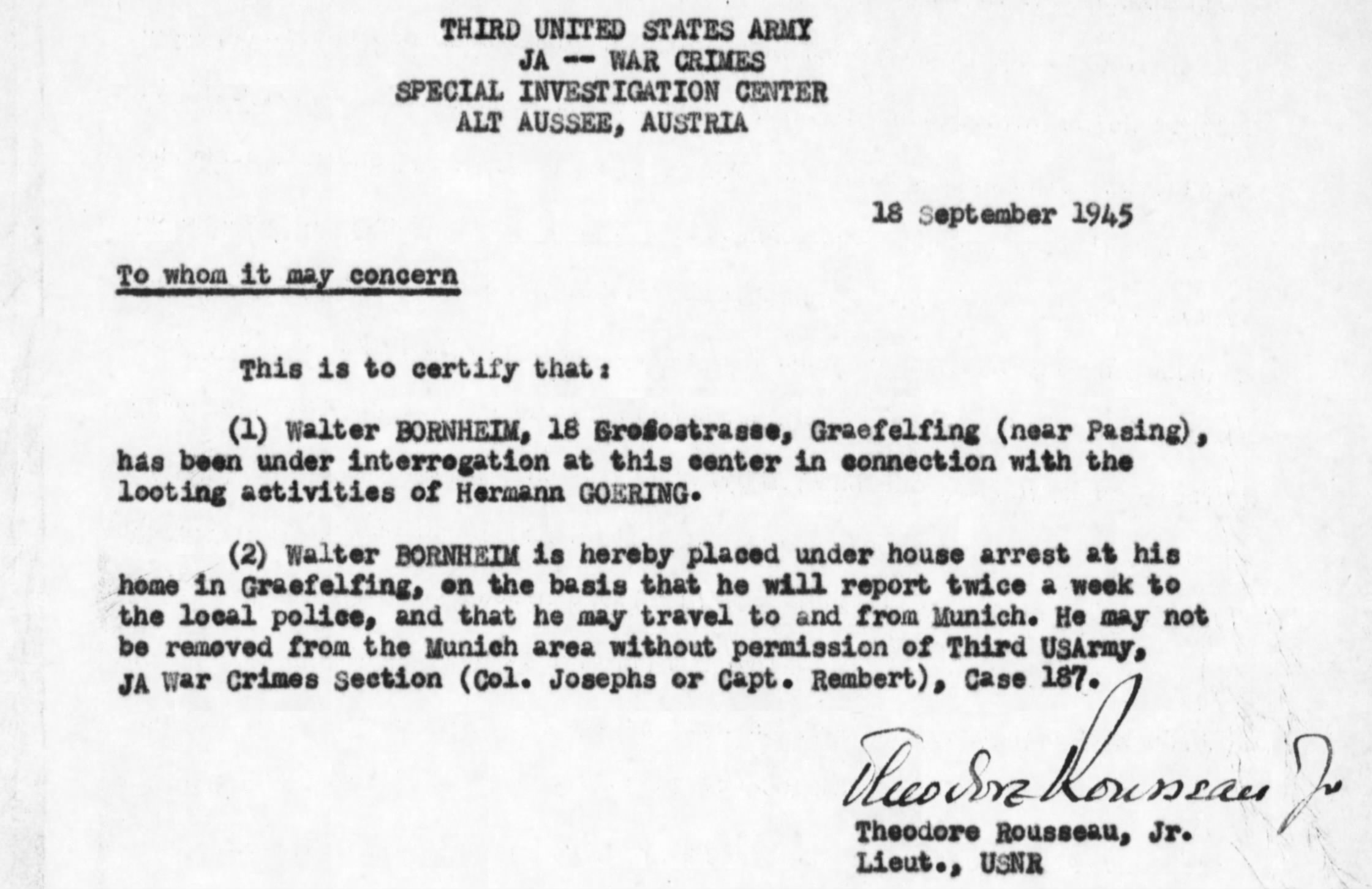
Vermerk der US Army zu Walter Bornheim

Walter Bornheim (* 23. August 1888 in Köln; † 1971) war ein deutscher Kunsthändler.
Walter Bornheim besuchte das Gymnasium in Köln und arbeitete anschließend für das Auktionshaus Lempertz in Köln, dann bei Bihn, einem Graphikhändler in Paris. Er war als Kunsthändler in London und Brüssel tätig. Am Ersten Weltkrieg nahm er als Korporal teil und kam in französische Kriegsgefangenschaft, aus der er 1920 entlassen wurde. Danach war in Köln als Kunsthändler tätig und besonders auf Graphik spezialisiert. Er erwarb 1936/37 im Zuge der „Arisierung“ die Kunsthandlung A. S. Drey in München, die er in „Galerie für Alte Kunst G.m.b.H.“, umbenannte. Allerdings führte er diese tatsächlich treuhänderisch und zahlte dem Besitzer 1945 ein beträchtliches Guthaben aus. Er war mit Kajetan Mühlmann einer der größten deutschen Kunsthändler, die an den Raubkunstaktionen der Nationalsozialisten beteiligt waren. Insbesondere kaufte er seit 1938 für Hermann Göring, häufig auch in Frankreich. Nach dem Krieg war er weiter als Kunsthändler in Gräfelfing bei München tätig. Seit 1932 war er Berater von Otto Schäfer.